# Google TV (služba)
Google TV (do května 2022 Filmy a TV Play, anglicky Google Play Movies & TV) je online VOD služba nabízející filmy a televizní pořady. Jejím provozovatelem je americká společnost Google. Obsah služby je dostupný ke koupi, zapůjčení nebo přeobjednání, a to v závislosti na dostupnosti jednotlivých titulů. Pro uživatele z Česka je dostupná od června 2014.
Platforma byla spuštěna v květnu 2011 pod názvem Google Movies a v březnu 2012 došlo k jejímu rebrandingu v souvislosti s jejím začleněním do služby Google Play. V září 2020 byla aplikace Google Play Movies & TV ve Spojených státech na zařízeních se systémem Android přejmenována na Google TV. Přejmenování souviselo se vznikem stejnojmenného uživatelského rozhraní pro operační systém Android TV, který používala čtvrtá generace zařízení Chromecast. Rozhraní Google TV bylo se službou značně propojeno. V březnu 2021 byli uživatelé informováni, že služba přestane být dostupná v řadě typů televizorů v červnu téhož roku a uživatelé by měli místo ní používat YouTube. V červnu 2022 byla aplikace Google TV spuštěna na iOS.